# Donatella (film)
Pour plus de détails, voir Fiche technique et Distribution.
Donatella est un film comédie à l'italienne réalisé par Mario Monicelli en 1956.
Au 6e Festival de Berlin Elsa Martinelli a remporté l'Ours d'Argent de la Meilleure Actrice.

## Synopsis
Une jeune fille qui gère la propriété d'une riche américaine tombe amoureuse d'un proche de la dame. Celui-ci soupçonne la jeune fille d'être une arriviste à la chasse d'hommes fortunés, mais lorsque celle-ci refuse la demande en mariage le doute est levé.

## Distribution
- Elsa Martinelli - Donatella
- Gabriele Ferzetti - Maurizio
- Walter Chiari - Guido
- Liliana Bonfatti - Le vétérinaire de l'infirmière
- Alan Furlan - Giancarlo
- Virgilio Riento
- Giuseppe Porelli - Pasquale
- Giovanna Pala
- Aldo Fabrizi - Donatella père
- Gaby André
- Xavier Cugat - Lui-Même
- Abbe Lane - Même